# 福島一造
福島 一造（ふくしま いちぞう、1858年（安政5年1月） - 1918年（大正7年）6月9日）は、日本の政治家、衆議院議員（1期）。

## 経歴
下野国那須郡小川村(のち栃木県那須郡那珂村、小川町に改称、現・那珂川町)生まれ。漢学を学ぶ。那須郡書記、小川村外九ヶ村戸長、那珂村長、栃木県会議員となる。
1901年、山田武の死去による栃木4区の補欠選挙に立候補して当選する。衆議院議員を1期務め、1902年の第7回衆議院議員総選挙で栃木県郡部から憲政本党公認で立候補したが落選した。1918年に死去した。